# 増村紀一郎
増村 紀一郎(ますむら きいちろう、1941年12月1日 - )は、日本の漆芸家。かすかべ親善大使。人間国宝（重要無形文化財「髹漆」の保持者）。

## 概要
1941年（昭和16年）12月1日漆芸家・増村益城(重要無形文化財保持者)の長男として東京都豊島区に生まれる。東京都立豊島高等学校を卒業後、1967年（昭和42年）東京藝術大学美術学部工芸科を卒業し、1969年に大学院美術研究科漆芸専攻を修了した。1982年に東京藝術大学美術学部助手に就任。1990年（平成2年）に助教授へ昇格し、1997年に美術学部教授に就任した。2009年3月に退任し、現在東京藝術大学名誉教授。

## 年譜
- 1941年　漆芸家・増村益城(重要無形文化財保持者)の長男として東京都豊島区に生誕。
- 1967年　東京藝術大学美術学部工芸科卒業
- 1969年　東京藝術大学大学院美術研究科漆芸専攻修了
- 1982年　東京藝術大学美術学部助手
- 1992年　乾漆朱漆鉢を制作
- 1993年　「塗りの系譜展」東京国立近代美術館・工芸館に招待出品
- 1995年　「ジャパニーズ・スタジオ・クラフツ展」ヴィクトリア＆アルバート博物館に招待出品
- 1996年　「現代の美・虹色の漆展」ニューヨーク、ジャパン・ソサエティギャラリーとデンバー州立美術館にそれぞれ招待出品
- 1997年　NHK「土曜美の朝」に出演
- 1998年　宮内庁・正倉院宝物漆皮御袈裟箱を復元し、作成
- 2000年　公益社団法人・日本工芸会理事
- 2002年　紫綬褒章を受章[5]
- 2006年　公益社団法人・日本工芸会漆芸部会長
- 2008年　重要無形文化財保持者に認定される。春日部市民栄誉賞受賞。
- 2009年　神宮に乾漆葉盤を奉納
- 2010年　春日部市親善大使に就任
- 2012年　瑞宝中綬章を受章[6]

## 主な作品収蔵
- 東京国立近代美術館
- ヴィクトリア＆アルバート博物館(ロンドン)
- MOA美術館
- 東京藝術大学美術館
- アルゼンチン近代美術館
- ミュンスターラック美術館(ドイツ)
- 神宮美術館
- 国際交流基金
- 九州産業大学美術館
- 長野県木曽漆器館

出典：

## 受賞歴
- 1979年　第26回日本伝統工芸展に乾漆朱漆提盤で日本工芸会会長賞 受賞
- 1981年　第28回日本伝統工芸展に乾漆輪花朱漆鉢で朝日新聞賞 受賞
- 1989年　第36回日本伝統工芸展に乾漆朱漆鉢で重要無形文化財保持者選賞　受賞
- 2008年　第16回MOA岡田茂吉賞大賞 受賞